# باب الفلاك (ذمار)
باب الفلاك هي إحدى قرى الجمهورية اليمنية. تتبع جغرافيا لمحافظة ذمار وإداريًا لمديرية عنس. يبلغ تعداد سكانها 1106 نسمة حسب الإحصاء الذي أجري عام 2004.